# 丁福保

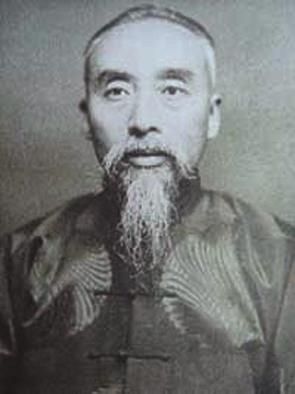
丁福保

丁福保（1874年6月22日—1952年11月28日），字仲祐，號疇隱居士，籍貫江蘇常州，生於無錫。中华民国及中华人民共和国佛教居士，翻譯家，古钱币、古籍收藏家，医生。

## 生平
幼通經史，長而中西兼貫，長於算術、醫學、詞章、考據，通日文。光緒二十二年補無錫秀才。
25歲就讀於江陰南菁書院。28歲东吳大学肄业。同年，到上海江南製造局工藝學堂學化學，入東文學堂學日文，又師從趙元益學医，學成，任京師大學堂及譯學館教習。1909年赴日考察醫學，後於上海行醫並創辦醫學書局。1914年始向佛。
1952年，福保因老衰在上海逝世，享年79岁。他一生著述等身，最著名的是《佛學大辭典》，此書譯自日本人織田得能的《佛教大辭典》，是根據日本佛教相關資料及文獻出處所成的節譯本。

## 著作
著作分為醫學、文學、進德、佛學、錢幣學等叢書。先後出版《一切經音義提要》、《佛經精華錄箋注》、《六祖壇經箋注》、《心經箋注》、《六道輪迴錄》、《佛學指南》、《佛學起信論》、《说文解字诂林》、《古钱大辞典》、《古泉学纲要》等著作。

## 家庭
根据无锡《南唐丁氏真谱》，丁福保高祖陕西宁羌州知州丁瀚乃浙江常山知县丁如琦之子，广州知府丁尹志之堂侄。丁瀚的同辈堂兄弟有丁宝洲、丁瀛洲、丁芳州、丁桂洲、丁阆洲，皆在清代为官。其中丁阆洲娶清代翰林、蜀中第一大诗人张问陶家张问端，总督鄂山为其撰写墓文。另外此支丁氏家族和顾敏恒顾翰、杨揆杨芳灿等江南望族皆有联姻。丁福保本生曾祖丁槦、嗣曾祖丁榕是嘉庆十三年顺天乡试举人第二名，在四川总督一等侯勒保家中为其孙授课，曾受法式善、张问陶、杨芳灿等教导，不幸早逝，大臣潘世恩、宗室果齐斯欢为其撰写墓文。丁福保祖父丁文炳兼祧丁槦、丁榕两房，赠云骑尉世职，后由丁福保父亲承祥袭职。丁福保兄弟有丁宝书、子丁惠康。同族还有清代官员丁绍仪、民国中将丁錦，其女旅日华侨基督徒丁惟柔。

## 外部連結
- 《佛光大辭典》